# Danh sách cầu thủ tham dự Giải vô địch bóng đá nữ thế giới 1999
Dưới đây là danh sách cầu thủ được triệu tập cho Giải vô địch bóng đá nữ thế giới 1999 tại Hoa Kỳ.

## Bảng A

### Đan Mạch
Huấn luyện viên:  Jørgen Hvidemose
| Số | Vt | Cầu thủ                      | Ngày sinh (tuổi)       | Số trận | Câu lạc bộ |
| -- | -- | ---------------------------- | ---------------------- | ------- | ---------- |
| 1  | TM | Dorthe Larsen                | 8 tháng 8, 1969 (29)   |         |            |
| 2  | TĐ | Hanne Sand Christensen       | 22 tháng 9, 1973 (25)  |         |            |
| 3  | TĐ | Karina Christensen           | 1 tháng 7, 1973 (25)   |         |            |
| 4  | TĐ | Lene Terp (c)                | 15 tháng 4, 1973 (26)  |         |            |
| 5  | TĐ | Marlene Kristensen           | 28 tháng 5, 1973 (26)  |         |            |
| 6  | TV | Jeanne Axelsen               | 3 tháng 1, 1968 (31)   |         |            |
| 7  | TV | Louise Hansen                | 4 tháng 5, 1975 (24)   |         |            |
| 8  | TV | Janne Rasmussen              | 18 tháng 7, 1970 (28)  |         |            |
| 9  | TĐ | Christina Petersen           | 17 tháng 9, 1974 (24)  |         |            |
| 10 | TĐ | Gitte Krogh                  | 13 tháng 5, 1977 (22)  |         |            |
| 11 | TĐ | Merete Pedersen              | 30 tháng 6, 1973 (25)  |         |            |
| 12 | TĐ | Lene Revsbeck Jensen         | 17 tháng 3, 1976 (23)  |         |            |
| 13 | HV | Ulla Knudsen                 | 21 tháng 6, 1976 (22)  |         |            |
| 14 | HV | Katrine Søndergaard Pedersen | 13 tháng 4, 1977 (22)  |         |            |
| 15 | TĐ | Mikka Hansen                 | 11 tháng 11, 1975 (23) |         |            |
| 16 | TM | Christina Jensen             | 21 tháng 1, 1974 (25)  |         |            |
| 17 | TV | Hanne Nørregaard             | 21 tháng 12, 1968 (30) |         |            |
| 18 | HV | Lise Søndergaard             | 27 tháng 10, 1973 (25) |         |            |
| 19 | TĐ | Janni Johansen               | 14 tháng 1, 1976 (23)  |         |            |
| 20 | HV | Anne-Mette Christensen       | 4 tháng 3, 1973 (26)   |         |            |

### Nigeria
Huấn luyện viên:  Mabo Ismaila
| Số | Vt | Cầu thủ               | Ngày sinh (tuổi)      | Số trận | Câu lạc bộ |
| -- | -- | --------------------- | --------------------- | ------- | ---------- |
| 1  | TM | Ann Chiejine          | 2 tháng 2, 1974 (25)  |         |            |
| 2  | HV | Yinka Kudaisi         | 25 tháng 8, 1975 (23) |         |            |
| 3  | TV | Martha Tarhemba       | 1 tháng 4, 1978 (21)  |         |            |
| 4  | HV | Adanna Nwaneri        | 31 tháng 8, 1975 (23) |         |            |
| 5  | HV | Eberechi Opara        | 6 tháng 3, 1976 (23)  |         |            |
| 6  | HV | Kikelomo Ajayi        | 28 tháng 4, 1977 (22) |         |            |
| 7  | TĐ | Stella Mbachu         | 16 tháng 4, 1978 (21) |         |            |
| 8  | TĐ | Rita Nwadike          | 3 tháng 11, 1974 (24) |         |            |
| 9  | TV | Gloria Usieta         | 19 tháng 6, 1977 (22) |         |            |
| 10 | HV | Mavis Ogun            | 24 tháng 8, 1973 (25) |         |            |
| 11 | HV | Prisca Emeafu         | 30 tháng 3, 1972 (27) |         |            |
| 12 | TM | Judith Chime          | 20 tháng 5, 1978 (21) |         |            |
| 13 | TV | Nkiru Okosieme        | 1 tháng 3, 1972 (27)  |         |            |
| 14 | TV | Florence Omagbemi (c) | 2 tháng 2, 1975 (24)  |         |            |
| 15 | TV | Maureen Mmadu         | 7 tháng 5, 1975 (24)  |         |            |
| 16 | HV | Florence Iweta        | 29 tháng 3, 1983 (16) |         |            |
| 17 | TĐ | Nkechi Egbe           | 5 tháng 2, 1978 (21)  |         |            |
| 18 | TĐ | Patience Avre         | 10 tháng 6, 1976 (23) |         |            |
| 19 | TĐ | Mercy Akide           | 26 tháng 8, 1975 (23) |         |            |
| 20 | TV | Ifeanyi Chiejine      | 17 tháng 5, 1983 (16) |         |            |

### CHDCND Triều Tiên
Huấn luyện viên:  Chan Tong
| Số | Vt | Cầu thủ         | Ngày sinh (tuổi)       | Số trận | Câu lạc bộ |
| -- | -- | --------------- | ---------------------- | ------- | ---------- |
| 1  | TM | Ri Jong-hui     | 20 tháng 8, 1975 (23)  |         |            |
| 2  | HV | Yun In-sil      | 10 tháng 1, 1976 (23)  |         |            |
| 3  | TĐ | Jo Song-ok      | 18 tháng 3, 1974 (25)  |         |            |
| 4  | HV | Kim Sun-hui     | 4 tháng 4, 1972 (27)   |         |            |
| 5  | HV | Kim Sun-hye     | 1 tháng 1, 1977 (22)   |         |            |
| 6  | TV | Sol Yong-suk    | 4 tháng 2, 1975 (24)   |         |            |
| 7  | TV | Ri Hyang-ok     | 18 tháng 12, 1977 (21) |         |            |
| 8  | TĐ | Kim Song-ryo    | 5 tháng 6, 1976 (23)   |         |            |
| 9  | TV | Ri Kyong-ae     | 4 tháng 12, 1972 (26)  |         |            |
| 10 | TV | Kim Kum-sil (c) | 24 tháng 12, 1970 (28) |         |            |
| 11 | TĐ | Jo Jong-ran     | 18 tháng 9, 1971 (27)  |         |            |
| 12 | HV | Kim Hye-ran     | 19 tháng 5, 1970 (29)  |         |            |
| 13 | HV | Ri Ae-gyong     | 12 tháng 9, 1971 (27)  |         |            |
| 14 | TV | Pak Jong-ae     | 3 tháng 4, 1974 (25)   |         |            |
| 15 | TĐ | Jin Pyol-hui    | 19 tháng 8, 1980 (18)  |         |            |
| 16 | TV | Ri Kum-suk      | 16 tháng 8, 1978 (20)  |         |            |
| 17 | HV | Yang Kyong-hui  | 21 tháng 1, 1978 (21)  |         |            |
| 18 | TM | Kye Yong-sun    | 27 tháng 3, 1972 (27)  |         |            |
| 19 | HV | Jang Ok-gyong   | 29 tháng 1, 1980 (19)  |         |            |
| 20 | TV | Kim Un-ok       | 18 tháng 4, 1978 (21)  |         |            |

### Hoa Kỳ
Huấn luyện viên:  Tony DiCicco
| Số | Vt | Cầu thủ             | Ngày sinh (tuổi)       | Số trận | Câu lạc bộ                    |
| -- | -- | ------------------- | ---------------------- | ------- | ----------------------------- |
| 1  | TM | Briana Scurry       | 7 tháng 9, 1971 (27)   |         | Đại học Massachusetts Amherst |
| 2  | TV | Lorrie Fair         | 5 tháng 8, 1978 (20)   |         | Đại học Bắc Carolina          |
| 3  | HV | Christie Pearce     | 24 tháng 6, 1975 (23)  |         | Đại học Monmouth              |
| 4  | HV | Carla Overbeck (c)  | 9 tháng 5, 1968 (31)   |         | Đại học Bắc Carolina          |
| 5  | TV | Tiffany Roberts     | 5 tháng 5, 1978 (21)   |         | Đại học Bắc Carolina          |
| 6  | HV | Brandi Chastain     | 21 tháng 7, 1968 (30)  |         | Đại học Santa Clara           |
| 7  | TV | Sara Whalen         | 28 tháng 4, 1976 (23)  |         | Đại học Connecticut           |
| 8  | TV | Shannon MacMillan   | 7 tháng 10, 1974 (24)  |         | Đại học Portland              |
| 9  | TĐ | Mia Hamm            | 17 tháng 3, 1972 (27)  |         | Đại học Bắc Carolina          |
| 10 | TV | Michelle Akers      | 1 tháng 2, 1966 (33)   |         | Đại học Trung Florida         |
| 11 | TV | Julie Foudy         | 23 tháng 1, 1971 (28)  |         | Đại học Stanford              |
| 12 | TĐ | Cindy Parlow        | 8 tháng 5, 1978 (21)   |         | Đại học Bắc Carolina          |
| 13 | TV | Kristine Lilly      | 22 tháng 7, 1971 (27)  |         | Đại học Bắc Carolina          |
| 14 | HV | Joy Fawcett         | 8 tháng 2, 1968 (31)   |         | Đại học California, Berkeley  |
| 15 | TV | Tisha Venturini     | 3 tháng 3, 1973 (26)   |         | Đại học Bắc Carolina          |
| 16 | TĐ | Tiffeny Milbrett    | 23 tháng 10, 1972 (26) |         | Đại học Portland              |
| 17 | TĐ | Danielle Fotopoulos | 24 tháng 3, 1976 (23)  |         | Đại học Florida               |
| 18 | TM | Saskia Webber       | 13 tháng 6, 1973 (26)  |         | Đại học Rutgers               |
| 19 | TM | Tracy Ducar         | 18 tháng 6, 1973 (26)  |         | Đại học Bắc Carolina          |
| 20 | HV | Kate Sobrero        | 23 tháng 8, 1976 (22)  |         | Đại học Notre Dame            |

## Bảng B

### Brasil
Huấn luyện viên:  Wilson De Oliveira Rica
| Số | Vt | Cầu thủ   | Ngày sinh (tuổi)       | Số trận | Câu lạc bộ |
| -- | -- | --------- | ---------------------- | ------- | ---------- |
| 1  | TM | Maravilha | 10 tháng 4, 1973 (26)  |         |            |
| 3  | HV | Elane (c) | 4 tháng 6, 1968 (31)   |         |            |
| 4  | HV | Tânia     | 3 tháng 10, 1974 (24)  |         |            |
| 5  | TV | Cidinha   | 6 tháng 10, 1976 (22)  |         |            |
| 6  | HV | Juliana   | 3 tháng 10, 1981 (17)  |         |            |
| 7  | TĐ | Maycon    | 30 tháng 4, 1977 (22)  |         |            |
| 8  | TV | Formiga   | 3 tháng 3, 1978 (21)   |         |            |
| 9  | TĐ | Kátia     | 18 tháng 2, 1977 (22)  |         |            |
| 10 | TV | Sissi     | 2 tháng 6, 1967 (32)   |         |            |
| 11 | HV | Suzana    | 12 tháng 10, 1973 (25) |         |            |
| 12 | TM | Andreia   | 14 tháng 9, 1977 (21)  |         |            |
| 13 | HV | Fanta     | 14 tháng 9, 1966 (32)  |         |            |
| 14 | TĐ | Grazielle | 28 tháng 3, 1981 (18)  |         |            |
| 15 | TV | Raquel    | 10 tháng 5, 1978 (21)  |         |            |
| 16 | HV | Marisa    | 10 tháng 8, 1966 (32)  |         |            |
| 17 | TĐ | Pretinha  | 19 tháng 5, 1975 (24)  |         |            |
| 18 | TV | Priscila  | 10 tháng 3, 1982 (17)  |         |            |
| 19 | TV | Valeria   | 9 tháng 3, 1968 (31)   |         |            |
| 20 | TV | Deva      | 16 tháng 4, 1981 (18)  |         |            |

### Đức
Huấn luyện viên:  Tina Theune-Meyer
| Số | Vt | Cầu thủ                | Ngày sinh (tuổi)       | Số trận | Câu lạc bộ             |
| -- | -- | ---------------------- | ---------------------- | ------- | ---------------------- |
| 1  | TM | Silke Rottenberg       | 25 tháng 1, 1971 (28)  | 5       | Sportfreunde Siegen    |
| 2  | HV | Kerstin Stegemann      | 29 tháng 9, 1977 (21)  | 42      | FCR Duisburg           |
| 3  | HV | Ariane Hingst          | 25 tháng 7, 1979 (19)  | 46      | 1. FFC Turbine Potsdam |
| 4  | HV | Steffi Jones           | 22 tháng 12, 1972 (26) | 38      | SC 07 Bad Neuenahr     |
| 5  | HV | Doris Fitschen (c)     | 25 tháng 10, 1968 (30) | 38      | 1. FFC Frankfurt       |
| 6  | TV | Melanie Hoffmann       | 29 tháng 11, 1974 (24) | 14      | FCR Duisburg           |
| 7  | TV | Martina Voss           | 22 tháng 12, 1967 (31) | 28      | FCR Duisburg           |
| 8  | TV | Sandra Smisek          | 3 tháng 7, 1977 (21)   | 18      | FCR Duisburg           |
| 9  | TĐ | Birgit Prinz           | 25 tháng 10, 1977 (21) | 43      | 1. FFC Frankfurt       |
| 10 | TV | Bettina Wiegmann       | 7 tháng 10, 1971 (27)  | 44      | Sportfreunde Siegen    |
| 11 | TV | Maren Meinert          | 5 tháng 2, 1973 (26)   | 40      | FCR Duisburg           |
| 12 | TĐ | Claudia Müller         | 21 tháng 5, 1974 (25)  | 45      | 1. FFC Frankfurt       |
| 13 | HV | Sandra Minnert         | 7 tháng 4, 1973 (26)   | 42      | FSV Frankfurt          |
| 14 | HV | Tina Wunderlich        | 10 tháng 10, 1977 (21) | 40      | 1. FFC Frankfurt       |
| 15 | TM | Nadine Angerer         | 10 tháng 11, 1978 (20) | 25      | FC Wacker München      |
| 16 | TV | Renate Lingor          | 11 tháng 10, 1975 (23) | 14      | 1. FFC Frankfurt       |
| 17 | HV | Pia Wunderlich         | 26 tháng 1, 1975 (24)  | 28      | 1. FFC Frankfurt       |
| 18 | TĐ | Inka Grings            | 31 tháng 10, 1978 (20) | 17      | FCR Duisburg           |
| 19 | HV | Nicole Brandebusemeyer | 9 tháng 10, 1974 (24)  | 46      | Grün-Weiß Brauweiler   |
| 20 | TĐ | Monika Meyer           | 23 tháng 6, 1972 (26)  | 17      | 1. FFC Frankfurt       |

### Ý
Huấn luyện viên:  Carlo Facchin
| Số | Vt | Cầu thủ             | Ngày sinh (tuổi)       | Số trận | Câu lạc bộ |
| -- | -- | ------------------- | ---------------------- | ------- | ---------- |
| 1  | TM | Giorgia Brenzan     | 21 tháng 8, 1967 (31)  |         |            |
| 2  | HV | Damiana De Iana     | 26 tháng 6, 1970 (28)  |         |            |
| 3  | HV | Paola Zanni         | 12 tháng 6, 1977 (22)  |         |            |
| 4  | HV | Luisa Marchio       | 6 tháng 2, 1971 (28)   |         |            |
| 5  | HV | Daniela Tavalazzi   | 8 tháng 8, 1972 (26)   |         |            |
| 6  | HV | Elisa Miniati       | 6 tháng 1, 1974 (25)   |         |            |
| 7  | TĐ | Rita Guarino        | 31 tháng 1, 1971 (28)  |         |            |
| 8  | TV | Manuela Tesse       | 28 tháng 2, 1976 (23)  |         |            |
| 9  | TĐ | Patrizia Panico     | 8 tháng 2, 1975 (24)   |         |            |
| 10 | TV | Antonella Carta (c) | 1 tháng 3, 1967 (32)   |         |            |
| 11 | TĐ | Patrizia Sberti     | 6 tháng 7, 1969 (29)   |         |            |
| 12 | TM | Fabiana Comin       | 20 tháng 3, 1970 (29)  |         |            |
| 13 | HV | Anna Duo            | 8 tháng 8, 1972 (26)   |         |            |
| 14 | TV | Federica D'Astolfo  | 27 tháng 10, 1966 (32) |         |            |
| 15 | HV | Adele Frollani      | 4 tháng 8, 1974 (24)   |         |            |
| 16 | TV | Tatiana Zorri       | 19 tháng 10, 1977 (21) |         |            |
| 17 | TĐ | Silvia Tagliacarne  | 8 tháng 8, 1975 (23)   |         |            |
| 18 | TV | Silvia Fiorini      | 24 tháng 12, 1969 (29) |         |            |
| 19 | TV | Alessandra Pallotti | 7 tháng 9, 1974 (24)   |         |            |
| 20 | HV | Roberta Stefanelli  | 18 tháng 5, 1974 (25)  |         |            |

### México
Huấn luyện viên:  Leonardo Cuellar
| Số | Vt | Cầu thủ           | Ngày sinh (tuổi)       | Số trận | Câu lạc bộ |
| -- | -- | ----------------- | ---------------------- | ------- | ---------- |
| 1  | TM | Linnea Quinones   | 17 tháng 7, 1980 (18)  |         |            |
| 2  | HV | Susana Mora       | 26 tháng 1, 1979 (20)  |         |            |
| 3  | HV | Moore             | 14 tháng 4, 1981 (18)  |         |            |
| 4  | HV | Gina Oceguera (c) | 9 tháng 4, 1977 (22)   |         |            |
| 5  | TV | Patricia Perez    | 17 tháng 12, 1978 (20) |         |            |
| 6  | TV | Fatima Leyva      | 14 tháng 2, 1980 (19)  |         |            |
| 7  | TV | Monica Vergara    | 2 tháng 5, 1983 (16)   |         |            |
| 8  | TV | Andrea Rodebaugh  | 8 tháng 10, 1966 (32)  |         |            |
| 9  | TĐ | Lisa Nanez        | 10 tháng 3, 1977 (22)  |         |            |
| 10 | TĐ | Maribel Dominguez | 18 tháng 11, 1978 (20) |         |            |
| 11 | TĐ | Monica Gerardo    | 10 tháng 11, 1976 (22) |         |            |
| 12 | TM | Yvette Valdez     | 16 tháng 10, 1973 (25) |         |            |
| 13 | TĐ | Mónica González   | 10 tháng 10, 1978 (20) |         |            |
| 14 | TĐ | Iris Mora         | 22 tháng 9, 1981 (17)  |         |            |
| 15 | TV | Laurie Hill       | 11 tháng 2, 1970 (29)  |         |            |
| 16 | TĐ | Nancy Pinzon      | 6 tháng 6, 1974 (25)   |         |            |
| 17 | TV | Kendyl Michner    | 3 tháng 5, 1978 (21)   |         |            |
| 18 | TĐ | Tanima Rubalcaba  | 24 tháng 12, 1980 (18) |         |            |
| 19 | HV | Barbara Almaraz   | 4 tháng 5, 1979 (20)   |         |            |
| 20 | TV | Denise Ireta      | 4 tháng 1, 1980 (19)   |         |            |

## Bảng C

### Canada
Huấn luyện viên:  Neil Turnbull
| Số | Vt | Cầu thủ             | Ngày sinh (tuổi)       | Số trận | Câu lạc bộ |
| -- | -- | ------------------- | ---------------------- | ------- | ---------- |
| 1  | TM | Nicci Wright        | 12 tháng 8, 1972 (26)  |         |            |
| 2  | TV | Liz Smith           | 25 tháng 9, 1975 (23)  |         |            |
| 3  | HV | Sharolta Nonen      | 30 tháng 12, 1977 (21) |         |            |
| 4  | TV | Tanya Franck        | 13 tháng 12, 1974 (24) |         |            |
| 5  | HV | Andrea Neil         | 26 tháng 10, 1971 (27) |         |            |
| 6  | TV | Geri Donnelly       | 30 tháng 11, 1965 (33) |         |            |
| 7  | HV | Isabelle Morneau    | 18 tháng 4, 1976 (23)  |         |            |
| 8  | TĐ | Sarah Maglio        | 17 tháng 3, 1978 (21)  |         |            |
| 9  | HV | Janine Helland      | 24 tháng 4, 1970 (29)  |         |            |
| 10 | TĐ | Charmaine Hooper    | 15 tháng 1, 1968 (31)  |         |            |
| 11 | TĐ | Shannon Rosenow     | 20 tháng 6, 1972 (26)  |         |            |
| 12 | TĐ | Isabelle Harvey     | 27 tháng 3, 1975 (24)  |         |            |
| 13 | TV | Amy Walsh           | 13 tháng 9, 1977 (21)  |         |            |
| 14 | TV | Sarah Joly          | 16 tháng 2, 1977 (22)  |         |            |
| 15 | HV | Suzanne Muir        | 6 tháng 7, 1970 (28)   |         |            |
| 16 | TV | Jeanette Haas       | 3 tháng 1, 1976 (23)   |         |            |
| 17 | TĐ | Silvana Burtini (c) | 10 tháng 5, 1969 (30)  |         |            |
| 18 | TV | Mary Beth Bowie     | 27 tháng 10, 1978 (20) |         |            |
| 19 | TM | Melanie Haz         | 26 tháng 11, 1975 (23) |         |            |
| 20 | TM | Karina LeBlanc      | 30 tháng 3, 1980 (19)  |         |            |

### Nhật Bản
Huấn luyện viên:  Miyauchi Satoshi
| Số | Vt | Cầu thủ         | Ngày sinh (tuổi)       | Số trận | Câu lạc bộ |
| -- | -- | --------------- | ---------------------- | ------- | ---------- |
| 1  | TM | Onodera Shiho   | 18 tháng 11, 1973 (25) |         |            |
| 2  | HV | Yamaki Rie      | 2 tháng 10, 1975 (23)  |         |            |
| 3  | HV | Nagadome Kaoru  | 7 tháng 5, 1973 (26)   |         |            |
| 4  | HV | Nakachi Mai     | 16 tháng 12, 1980 (18) |         |            |
| 5  | TV | Sakai Tomoe     | 27 tháng 5, 1978 (21)  |         |            |
| 6  | HV | Nishina Kae     | 7 tháng 12, 1972 (26)  |         |            |
| 7  | HV | Tomei Yumi      | 1 tháng 6, 1972 (27)   |         |            |
| 8  | TV | Hara Ayumi      | 21 tháng 2, 1979 (20)  |         |            |
| 9  | TĐ | Uchiyama Tamaki | 13 tháng 12, 1972 (26) |         |            |
| 10 | TV | Sawa Homare (c) | 6 tháng 9, 1978 (20)   |         |            |
| 11 | TĐ | Otake Nami      | 30 tháng 7, 1974 (24)  |         |            |
| 12 | HV | Isozaki Hiromi  | 22 tháng 12, 1975 (23) |         |            |
| 13 | TV | Yanagita Miyuki | 11 tháng 4, 1981 (18)  |         |            |
| 14 | TV | Miyamoto Tomomi | 31 tháng 12, 1978 (20) |         |            |
| 15 | TĐ | Isaka Mito      | 25 tháng 1, 1976 (23)  |         |            |
| 16 | TV | Kobayashi Yayoi | 18 tháng 9, 1981 (17)  |         |            |
| 17 | TĐ | Omatsu Mayumi   | 12 tháng 7, 1970 (28)  |         |            |
| 18 | TM | Yamago Nozomi   | 16 tháng 1, 1975 (24)  |         |            |
| 19 | TĐ | Ando Kozue      | 9 tháng 7, 1982 (16)   |         |            |
| 20 | TM | Nishigai Naoko  | 22 tháng 1, 1969 (30)  |         |            |

### Na Uy
Huấn luyện viên:  Per-Mathias Høgmo
| Số | Vt | Cầu thủ              | Ngày sinh (tuổi)      | Số trận | Câu lạc bộ        |
| -- | -- | -------------------- | --------------------- | ------- | ----------------- |
| 1  | TM | Bente Nordby         | 23 tháng 7, 1974 (24) |         | Athene Moss       |
| 2  | HV | Brit Sandaune        | 5 tháng 6, 1972 (27)  |         | Trondheims-Ørn    |
| 3  | HV | Gøril Kringen        | 28 tháng 1, 1972 (27) |         | Trondheims-Ørn    |
| 4  | TV | Silje Jørgensen      | 5 tháng 5, 1977 (22)  |         | Klepp             |
| 5  | HV | Henriette Viker      | 5 tháng 8, 1973 (25)  |         | Asker             |
| 6  | TV | Hege Riise           | 18 tháng 7, 1969 (29) |         | Setskog/Høland FK |
| 7  | TV | Tone Gunn Frustøl    | 21 tháng 6, 1975 (23) |         | Asker             |
| 8  | TV | Monica Knudsen       | 25 tháng 3, 1975 (24) |         | Asker             |
| 9  | TV | Ann Kristin Aarønes  | 19 tháng 1, 1973 (26) |         | Trondheims-Ørn    |
| 10 | HV | Linda Medalen (c)    | 17 tháng 6, 1965 (34) |         | Asker             |
| 11 | TV | Marianne Pettersen   | 12 tháng 4, 1975 (24) |         | Asker             |
| 12 | TM | Astrid Johannessen   | 10 tháng 1, 1978 (21) |         | Asker             |
| 13 | TV | Ragnhild Gulbrandsen | 22 tháng 2, 1977 (22) |         | Trondheims-Ørn    |
| 14 | HV | Anne Nymark Andersen | 28 tháng 9, 1972 (26) |         | Bjørnar           |
| 15 | TV | Dagny Mellgren       | 19 tháng 6, 1978 (21) |         | Bjørnar           |
| 16 | TV | Solveig Gulbrandsen  | 12 tháng 1, 1981 (18) |         | Kolbotn           |
| 17 | TV | Anita Rapp           | 24 tháng 7, 1977 (21) |         | Asker             |
| 18 | HV | Anne Tønnessen       | 18 tháng 3, 1974 (25) |         | Kolbotn           |
| 19 | TV | Linda Ørmen          | 22 tháng 3, 1977 (22) |         | Athene Moss       |
| 20 | TV | Unni Lehn            | 7 tháng 6, 1977 (22)  |         | Trondheims-Ørn    |

### Nga
Huấn luyện viên:  Yuri Bistritskiy
| Số | Vt | Cầu thủ                 | Ngày sinh (tuổi)       | Số trận | Câu lạc bộ |
| -- | -- | ----------------------- | ---------------------- | ------- | ---------- |
| 1  | TM | Svetlana Petko          | 6 tháng 6, 1970 (29)   |         |            |
| 2  | HV | Yulia Yushekivich       | 14 tháng 9, 1980 (18)  |         |            |
| 3  | HV | Marina Burakova         | 8 tháng 5, 1966 (33)   |         |            |
| 4  | HV | Natalia Karasseva       | 30 tháng 4, 1977 (22)  |         |            |
| 5  | HV | Tatyana Cheverda        | 29 tháng 8, 1974 (24)  |         |            |
| 6  | HV | Galina Komarova         | 12 tháng 8, 1977 (21)  |         |            |
| 7  | TV | Tatyana Egorova         | 10 tháng 3, 1970 (29)  |         |            |
| 8  | TV | Irina Grigorieva (c)    | 21 tháng 2, 1972 (27)  |         |            |
| 9  | TV | Aleksandra Svetlitskaya | 20 tháng 8, 1971 (27)  |         |            |
| 10 | TĐ | Natalia Barbashina      | 26 tháng 8, 1973 (25)  |         |            |
| 11 | TĐ | Olga Letyushova         | 29 tháng 12, 1975 (23) |         |            |
| 12 | TM | Alla Volkova            | 12 tháng 4, 1968 (31)  |         |            |
| 13 | TV | Elena Fomina            | 5 tháng 4, 1979 (20)   |         |            |
| 14 | TV | Olga Karasseva          | 6 tháng 10, 1975 (23)  |         |            |
| 15 | TĐ | Larissa Savina          | 25 tháng 11, 1970 (28) |         |            |
| 16 | HV | Natalia Filippova       | 7 tháng 2, 1975 (24)   |         |            |
| 17 | TV | Elena Lissacheva        | 25 tháng 11, 1973 (25) |         |            |
| 18 | TV | Tatyana Skotnikova      | 27 tháng 11, 1978 (20) |         |            |
| 19 | HV | Tatiana Zaitseva        | 27 tháng 8, 1978 (20)  |         |            |
| 20 | TM | Larissa Kapitonova      | 4 tháng 5, 1970 (29)   |         |            |

## Bảng D

### Úc
Huấn luyện viên:  Greg Brown
| Số | Vt | Cầu thủ                | Ngày sinh (tuổi)       | Số trận | Câu lạc bộ |
| -- | -- | ---------------------- | ---------------------- | ------- | ---------- |
| 1  | TM | Belinda Kitching       | 15 tháng 7, 1977 (21)  |         |            |
| 2  | HV | Amy Taylor             | 11 tháng 6, 1979 (20)  |         |            |
| 3  | HV | Bridgette Starr        | 10 tháng 12, 1975 (23) |         |            |
| 4  | HV | Sarah Cooper           | 8 tháng 10, 1969 (29)  |         |            |
| 5  | HV | Traci Bartlett         | 17 tháng 5, 1972 (27)  |         |            |
| 6  | HV | Anissa Tann            | 10 tháng 10, 1967 (31) |         |            |
| 7  | TV | Lisa Casagrande        | 29 tháng 5, 1978 (21)  |         |            |
| 8  | TĐ | Cheryl Salisbury       | 8 tháng 3, 1974 (25)   |         |            |
| 9  | TĐ | Julie Murray (c)       | 28 tháng 4, 1970 (29)  |         |            |
| 10 | TV | Angela Iannotta        | 22 tháng 3, 1971 (28)  |         |            |
| 11 | TV | Sharon Black           | 4 tháng 4, 1971 (28)   |         |            |
| 12 | HV | Kristyn Swaffer        | 13 tháng 12, 1975 (23) |         |            |
| 13 | TĐ | Alicia Ferguson        | 31 tháng 10, 1981 (17) |         |            |
| 14 | TV | Joanne Peters          | 11 tháng 3, 1979 (20)  |         |            |
| 15 | TV | Peita-Claire Hepperlin | 24 tháng 12, 1981 (17) |         |            |
| 16 | TV | Amy Wilson             | 9 tháng 6, 1980 (19)   |         |            |
| 17 | TV | Kelly Golebiowski      | 26 tháng 7, 1981 (17)  |         |            |
| 18 | TV | Alison Forman          | 17 tháng 3, 1969 (30)  |         |            |
| 19 | HV | Dianne Alagich         | 12 tháng 5, 1979 (20)  |         |            |
| 20 | TM | Tracey Wheeler         | 26 tháng 9, 1967 (31)  |         |            |

### Trung Quốc
Huấn luyện viên:  Mã Nguyên An
| Số | Vt | Cầu thủ        | Ngày sinh (tuổi)       | Số trận | Câu lạc bộ |
| -- | -- | -------------- | ---------------------- | ------- | ---------- |
| 1  | TM | Hàn Văn Hà     | 23 tháng 8, 1976 (22)  |         |            |
| 2  | TV | Vương Lệ Bình  | 12 tháng 11, 1973 (25) |         |            |
| 3  | HV | Phạm Vận Kiệt  | 29 tháng 4, 1972 (27)  |         |            |
| 4  | HV | Mãn Diễm Linh  | 9 tháng 11, 1972 (26)  |         |            |
| 5  | HV | Tạ Huệ Lâm     | 17 tháng 1, 1975 (24)  |         |            |
| 6  | TV | Triệu Lợi Hồng | 25 tháng 12, 1972 (26) |         |            |
| 7  | TĐ | Trương Âu Ảnh  | 2 tháng 11, 1975 (23)  |         |            |
| 8  | TĐ | Kim Yên        | 27 tháng 7, 1972 (26)  |         |            |
| 9  | TĐ | Tôn Văn (c)    | 6 tháng 4, 1973 (26)   |         |            |
| 10 | TV | Lưu Ái Linh    | 2 tháng 5, 1967 (32)   |         |            |
| 11 | TV | Phổ Vĩ         | 20 tháng 8, 1980 (18)  |         |            |
| 12 | HV | Ôn Lợi Dung    | 2 tháng 10, 1969 (29)  |         |            |
| 13 | TV | Lưu Anh        | 11 tháng 6, 1974 (25)  |         |            |
| 14 | HV | Bạch Cát       | 28 tháng 3, 1972 (27)  |         |            |
| 15 | TV | Khâu Hải Yến   | 17 tháng 6, 1974 (25)  |         |            |
| 16 | TĐ | Phàn Xuân Linh | 2 tháng 2, 1972 (27)   |         |            |
| 17 | TV | Chu Tĩnh       | 2 tháng 3, 1978 (21)   |         |            |
| 18 | TM | Cao Hồng       | 27 tháng 11, 1967 (31) |         |            |
| 19 | HV | Cao Hoành Hà   | 7 tháng 12, 1973 (25)  |         |            |
| 20 | HV | Vương Tĩnh Hà  | 11 tháng 11, 1976 (22) |         |            |

### Ghana
Huấn luyện viên:  Emmanuel K. Afranie
| Số | Vt | Cầu thủ              | Ngày sinh (tuổi)       | Số trận | Câu lạc bộ      |
| -- | -- | -------------------- | ---------------------- | ------- | --------------- |
| 1  | TM | Memunatu Sulemana    | 4 tháng 11, 1977 21    |         | Mawuena Ladies  |
| 2  | HV | Patience Sackey      | 25 tháng 4, 1975 (24)  |         | Postal Ladies   |
| 3  | HV | Rita Yeboah          | 25 tháng 5, 1976 (23)  |         | Bluna Ladies    |
| 4  | HV | Regina Ansah         | 23 tháng 8, 1974 (24)  |         | Bluna Ladies    |
| 5  | HV | Elizabeth Baidoo     | 28 tháng 4, 1978 (21)  |         | Bluna Ladies    |
| 6  | TV | Juliana Kakraba      | 29 tháng 12, 1979 (19) |         | Ghatel Ladies   |
| 7  | TĐ | Mavis Djangmah       | 21 tháng 12, 1973 (25) |         | La Ladies       |
| 8  | HV | Barikisu Tettey-Quao | 28 tháng 8, 1980 (18)  |         | La Ladies       |
| 9  | TĐ | Alberta Sackey (c)   | 6 tháng 11, 1972 (26)  |         | Ghatel Ladies   |
| 10 | TĐ | Vivan Mensah         | 13 tháng 6, 1972 (27)  |         | La Ladies       |
| 11 | TĐ | Adjoa Bayor          | 17 tháng 5, 1979 (20)  |         | Ghatel Ladies   |
| 12 | HV | Kulu Yahaya          | 23 tháng 5, 1976 (23)  |         | Ashiaman Ladies |
| 13 | HV | Lydia Ankrah         | 1 tháng 12, 1973 (25)  |         | Postal Ladies   |
| 14 | HV | Mercy Tagoe          | 5 tháng 2, 1974 (25)   |         | Bluna Ladies    |
| 15 | TĐ | Nana Amma Gyamfuah   | 4 tháng 8, 1978 (20)   |         | Postal Ladies   |
| 16 | TĐ | Gladys Enti          | 21 tháng 4, 1975 (24)  |         | Ghatel Ladies   |
| 17 | TĐ | Sheila Okine         | 14 tháng 2, 1979 (20)  |         | Ghatel Ladies   |
| 18 | TM | Priscilla Mensah     | 19 tháng 4, 1974 (25)  |         | La Ladies       |
| 19 | TV | Stella Quartey       | 28 tháng 12, 1973 (25) |         | Ghatel Ladies   |
| 20 | TV | Genevive Clottey     | 29 tháng 4, 1969 (30)  |         | Ghatel Ladies   |

### Thụy Điển
Huấn luyện viên:  Marika Domanski-Lyfors
| Số | Vt | Cầu thủ             | Ngày sinh (tuổi)       | Số trận | Câu lạc bộ |
| -- | -- | ------------------- | ---------------------- | ------- | ---------- |
| 1  | TM | Ulrika Karlsson     | 14 tháng 10, 1970 (28) |         |            |
| 2  | HV | Karolina Westberg   | 16 tháng 5, 1978 (21)  |         |            |
| 3  | HV | Jane Törnqvist      | 9 tháng 5, 1975 (24)   |         |            |
| 4  | HV | Åsa Lönnqvist       | 14 tháng 4, 1970 (29)  |         |            |
| 5  | TV | Kristin Bengtsson   | 12 tháng 1, 1970 (29)  |         |            |
| 6  | TV | Malin Moström       | 1 tháng 8, 1975 (23)   |         |            |
| 7  | HV | Cecilia Sandell     | 10 tháng 6, 1968 (31)  |         |            |
| 8  | TĐ | Malin Gustafsson    | 24 tháng 1, 1980 (19)  |         |            |
| 9  | TV | Malin Andersson (c) | 4 tháng 5, 1973 (26)   |         |            |
| 10 | TV | Hanna Ljungberg     | 8 tháng 1, 1979 (20)   |         |            |
| 11 | TĐ | Victoria Svensson   | 18 tháng 5, 1977 (22)  |         |            |
| 12 | TM | Ulla-Karin Thelin   | 19 tháng 2, 1977 (22)  |         |            |
| 13 | HV | Hanna Marklund      | 26 tháng 11, 1977 (21) |         |            |
| 14 | HV | Jessika Sundh       | 9 tháng 7, 1974 (24)   |         |            |
| 15 | TV | Linda Gren          | 12 tháng 11, 1974 (24) |         |            |
| 16 | TĐ | Salina Olsson       | 29 tháng 8, 1978 (20)  |         |            |
| 17 | TV | Linda Fagerström    | 17 tháng 3, 1977 (22)  |         |            |
| 18 | TV | Therese Lundin      | 3 tháng 3, 1979 (20)   |         |            |
| 19 | TV | Minna Heponiemi     | 10 tháng 8, 1977 (21)  |         |            |
| 20 | TV | Tina Nordlund       | 19 tháng 3, 1977 (22)  |         |            |